# 가평 현등사 청동지장보살좌상
가평 현등사 청동지장보살좌상(加平 懸燈寺 靑銅地藏菩薩坐像)은 대한민국 경기도 가평군, 현등사 사찰에 있는 조선시대의 불상이다. 2002년 9월 16일 대한민국의 경기도 유형문화재 제184호로 지정되었다.

## 개요
현등사청동지장보살좌상(懸燈寺靑銅地藏菩薩坐像)은 전체 높이가 64.5cm로 조선 후기 제작된 보살상 가운데 소형에 속한다. 동그란 얼굴에 눈 꼬리가 약간 위로 올라가 반쯤 뜬 눈, 화형의 귀거리를 단 늘어진 귀, 삼각형의 코, 살짝 미소를 머금은 입을 표현하였다.
조선후기에 거의 사용하지 않은 청동을 재료로 제작된 점이나 뛰어난 조각승 설훈, 용봉당 경천의 작품으로 조선 후기 불상연구에 하나의 획을 그을 정도로 중요한 문화재이다.

## 같이 보기
- 현등사

## 참고 자료
- 가평 현등사 청동지장보살좌상 - 국가유산청 국가유산포털